# Нова (астрономия)
Вижте пояснителната страница за други значения на Нова.
Нова в астрономията е преходно астрономическо събитие, което води до внезапната поява на ярка, привидно „нова“ звезда, която бавно избледнява в течение на няколко седмици или месеца. Причините за възникването на нова са различни, в зависимост от обстоятелствата на двете предшестващи я звезди. Всички наблюдавани нови включват бяло джудже в двойна система. Другата звезда може да е от Главна последователност, субгигант или червен гигант. Когато орбиталният период намалее до порядъка на няколко дни, бялото джудже вече се намира достатъчно близо до другата звезда, за да започне да издърпва чрез акреция материал върху повърхността си, създавайки плътна и плитка атмосфера. Тази атмосфера, съдържаща основно водород, се нагрява от звездата, докато накрая достигне критична температура, при която настъпва мигновен термоядрен синтез.
Внезапното нарастване на енергията изхвърля атмосферата в междузвездното пространство, образувайки видимо сияние в хода на събитието, което в миналото е било обърквано с „нова“ звезда. Остатъците от някои нови могат да се задържат в продължение на няколко века. Възможно е повторно захранване на бялото джудже с материя от съседната му звезда, при което то отново да избухне в нова. Всички нови се считат за катаклизмични променливи звезди.
Новите се забелязват най-често по пътя на Млечния път, особено близко до галактичния център в Стрелец. Все пак, те могат да се повяват навсякъде в небето. Те са доста по-често срещано явление от суперновите и се наблюдават средно по десет пъти годишно. Повечето от тях се виждат с телескоп, а веднъж на средно 12 – 18 месеца се появява и нова, която е видима с невъоръжено око. Новите, достигащи първа или втора звездна величина, възникват по няколко пъти на век.

## Звездна еволюция
Еволюцията на потенциалната нова започва с две звезди от Главна последователност в двойна система. Една от двете еволюира до червен гигант, оставяйки другата, бяло джудже, да се върти около нея. Първата звезда започва да изхвърля обвивката си върху бялото джудже, когато то премине повърхността на Рош. Бялото джудже постепенно прихваща материя от външната атмосфера на по-голямата звезда. Натрупваният водород не се раздува, но температурата му се увеличава. Когато температурата на атмосферния слой на бялото джудже достигне около 20 млн. K, започва реакция на термоядрен синтез чрез CNO-цикъл.
Ядреният синтез може да се случи по стабилен начин на повърхността, при което се получава източник на свръхмеко рентгеново лъчение, но при повечето двойни системи горенето на водорода е термално нестабилно и бързо преобразува голямо количество водород в други, по-тежки химични елементи по пътя на топлинен разгон, като по този начин се освобождава огромно количество енергия. С това останалите газове се изхвърлят далеч от повърхността на бялото джудже, при което се създава изключително ярко сияние.
Покачването на яркостта може да е много бързо или постепенно. Това зависи от класа на новата, но във всеки случай след определен момент яркостта започва да намалява. Времето, което е нужно на една нова да намали яркостта си от максимума ѝ до 2 – 3 порядъка по-малко, се използва за класификация. Някои нови имат яркост, която намалява след по-малко от 25 дни с 2 порядъка, докато на други им отнема над 80 дни за същото понижение.
Обикновено количеството изхвърлен материал при нова е 1⁄10 000 от слънчевата маса, което е доста малко спрямо масата на бялото джудже. Освен това, едва пет процента от натрупаната маса претърпява термоядрен синтез по време на възпламеняването. Все пак, това е достатъчно материалът да се ускори до скорост няколко хиляди километра в секунда и да се постигне светимост от няколко пъти тази на Слънцето до 50 – 100 хиляди пъти тази на Слънцето. През 2010 г. учени на НАСА, използвайки гама-лъчевия космически телескоп Ферми, откриват, че новата може да излъчва и гама лъчи (>100 MeV).
Бялото джудже потенциално може да поражда множество нови с течение на времето, трупайки допълнително водород от съпътстващата го звезда. Пример за това е RS Ophiuchi, която е избухвала в нова шест пъти (през 1898, 1933, 1958, 1967, 1985 и 2006 г.). Възможно е в крайна сметка бялото джудже да избухне в свръхнова тип Ia, ако достигне границата на Чандрасекар.

## Честота
Астрономите смятат, че в Млечния път възникват грубо между 30 и 60 нови на година, а по-скорошните изследвания поставят броя на около 50±27. Броят нови, откривани всяка година, е все по-нисък, вероятно защото далечните нови се закриват от газове и прах. Към 2019 г. са открити 407 вероятни нови в Млечния път.
Спектроскопският анализ на изхвърляния материал от нови показва, че те са богати на елементи като хелий, въглерод, азот, кислород, неон и магнезий. Приносът на новите към междузвездната среда не е голям – те предоставят само 1⁄50 от материала, който доставят свръхновите в галактиката, и едва 1⁄200 в сравнение с червените гиганти и свръхгигантите.
Звезди, пораждащи многократни нови, като RS Ophiuchi са редки, но астрономите имат причини да считат, че повечето нови се повтарят, макар и за период от време от 1000 до 100 000 години. Интервалът на повторение зависи повече от масата на бялото джудже, отколкото на скоростта на акреция. Именно поради тази причина, интервалът е по-кратък за бели джуджета с по-голяма маса.